# Молла Насреддин
«Молла́ Насредди́н» (азерб. ملا نصرالدین, Molla Nəsrəddin) — азербайджанский еженедельный литературно-художественный иллюстрированный сатирический журнал, издававшийся в Тифлисе (1906—1914, 1917), Тебризе (1921) и в Баку (1922—1931). За 25 лет было издано 748 выпусков журнала (340 — в Тифлисе, 8 — в Тебризе и 400 — в Баку).

## История

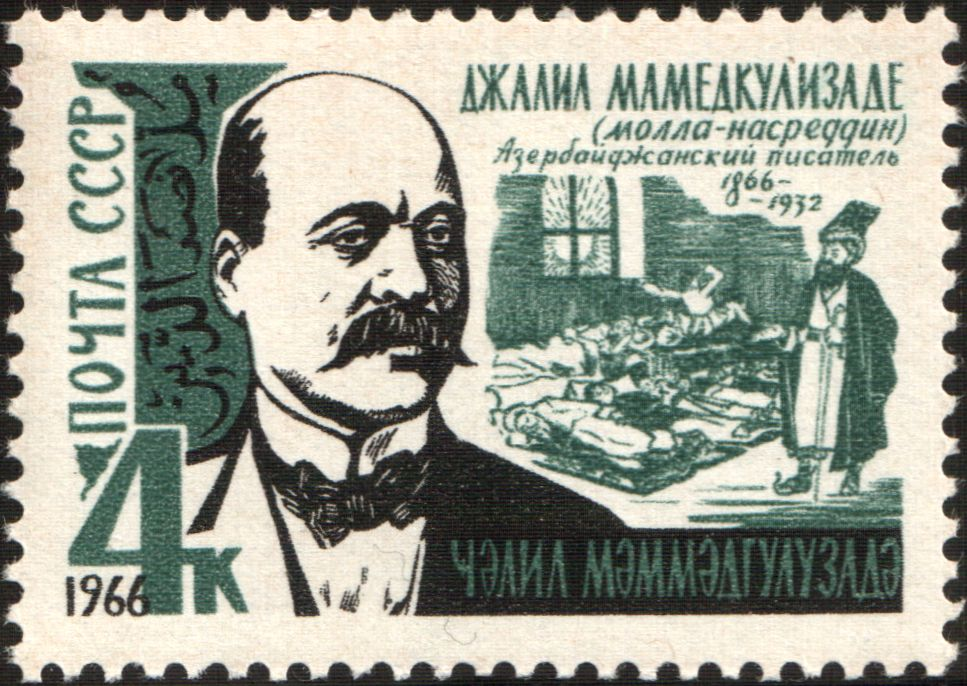
Марка СССР с изображением Джалила Мамедкулизаде и карикатуры из журнала

Основал журнал Джалил Мамедкулизаде в 1906 году в Тифлисе на средства, занятые у нахичеванского купца Мешади Алескера Багирова. Выходил журнал до марта 1912 года. В январе 1913 года журнал был возобновлён, а в октябре 1914 года — закрыт. Журнал от имени мудреца Моллы Насреддина выражал идеи революции 1905—1907 годов, а также идеи рабочего движения в Закавказье. Был широко распространён по всему Ближнему, Среднему Востоку и оказывал влияние на развитие демократической печати. Журнал обличал патриархально-феодальные обычаи, призывал простой народ к борьбе за свободу, а также выступал против империализма и деспотических режимов в странах Востока. В 1917 году издание было возобновлено, однако в конце того же года прервалось, так как журнал был запрещён цензурой в 1917 году.
В 1921 году «Молла Насреддин» издавался некоторое время в Тебризе. А с 1922 года по 1931 год издавался в Баку. На его страницах печатались передовые азербайджанские писатели и поэты как Мирза Алекпер Сабир, Абдуррагим-бек Ахвердов, Омар Фаик Неманзаде, Али Назми, Аликули Гамгюсар, Мамеда Саид Ордубади, Рзагулу Наджафов и др., и такие художники как Оскар Шмерлинг, Иосиф Роттер, Азим Азимзаде и Халил-бек Муссаев.
В советское время, после перехода власти в руки рабочих и крестьян на страницах журнала можно было увидеть призывы к борьбе за искоренение пережитков прошлого с отсталостью и невежеством, религиозным фанатизмом и взяточничеством, за освобождение колониальных стран Азии и Африки. В это время шла борьба нового со старым.
Журнал в идеологическом отношении оказывал большую моральную поддержку строительству социализма. Сатирический стиль журнала был проникнут насмешливостью и ироничностью. Стиль, который использовал Мирза Джалил, был близок и понятен народу. Не требовались никакие разъяснения и комментарии. Для создания особого подтекста использовались лексические, фразеологические и грамматические средства, созданные эмоциональным, ироническим языком. Они были насыщены разнообразными приёмами обличения.
Под влиянием журнала в Азербайджане создавались такие журналы на азербайджанском как «Бахлул» (1907), «Занбур» (1909—1910), «Мират» (1910), «Ары» (Пчела) (1910—1911), «Калниййят» (1912—1913), «Лак-лак» (1914), «Тути» (1914—1917), «Мезели» (Забавный) (1914—1915), «Бабайи-эмир» (1915—1916), «Тартан-партан» (1918), «Шейпур»(1918—1919), «Занбур» (1919), «Машал» (факел) (1919—1920), а также на русском: «Джигит» (1907—1918), «Вай-вай» (1908), «Бакинское горе» (1908—1909), «Бич» (1909), «Адская почта» (1909—1910), «Бакинские стрелы» (1910), «Барабан» (1912—1913) и др.

## Карикатуры из журнала

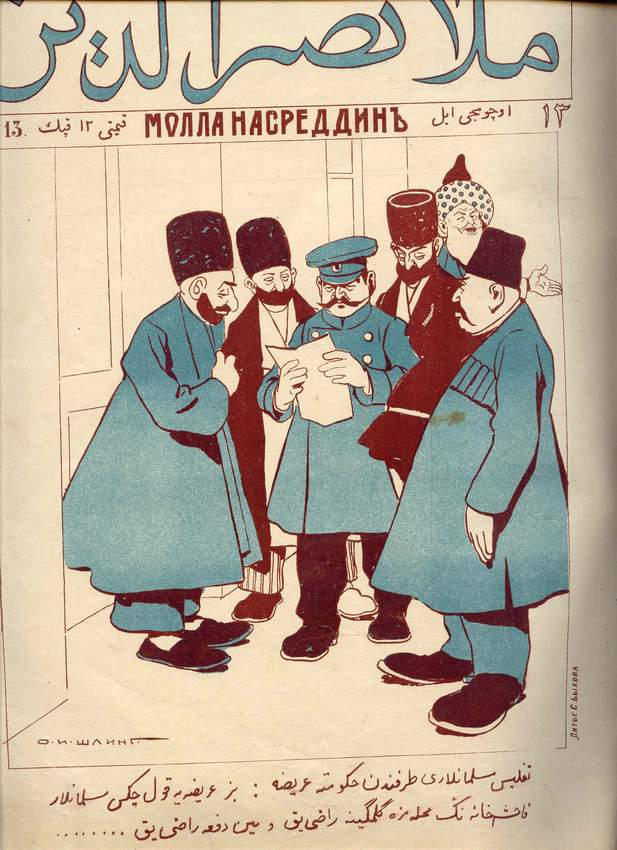
Худ. О. Шмерлинг
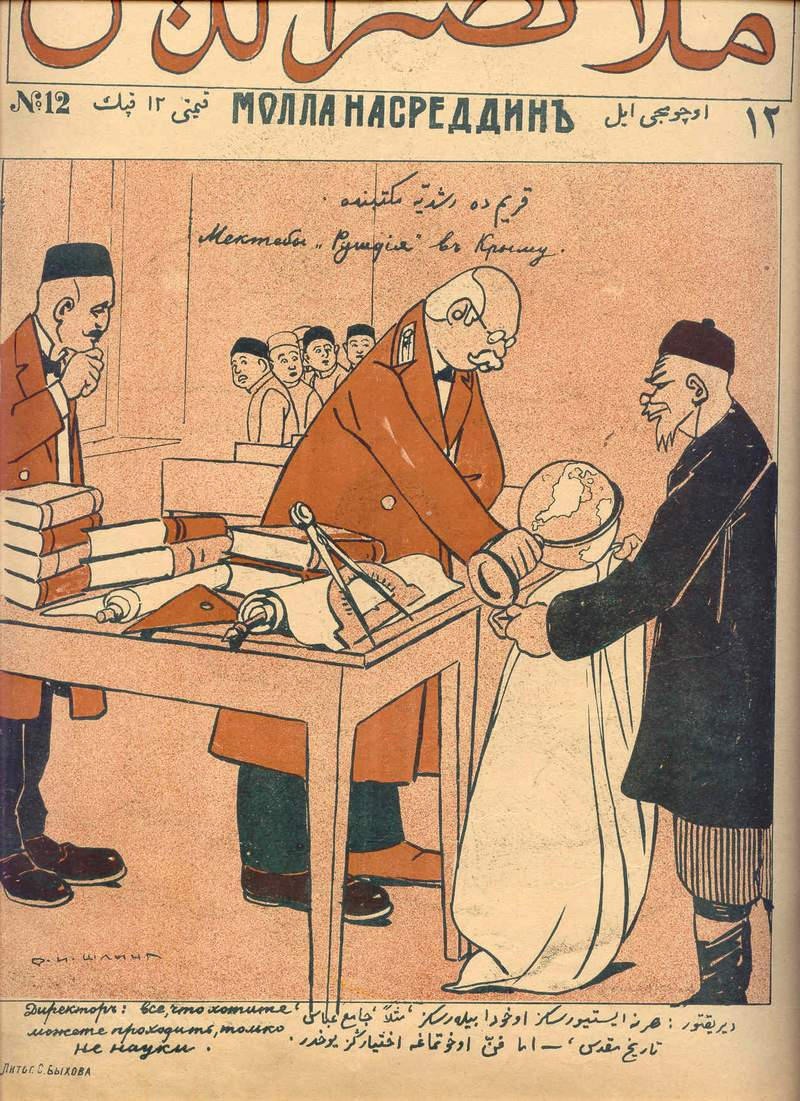
Худ. О. Шмерлинг
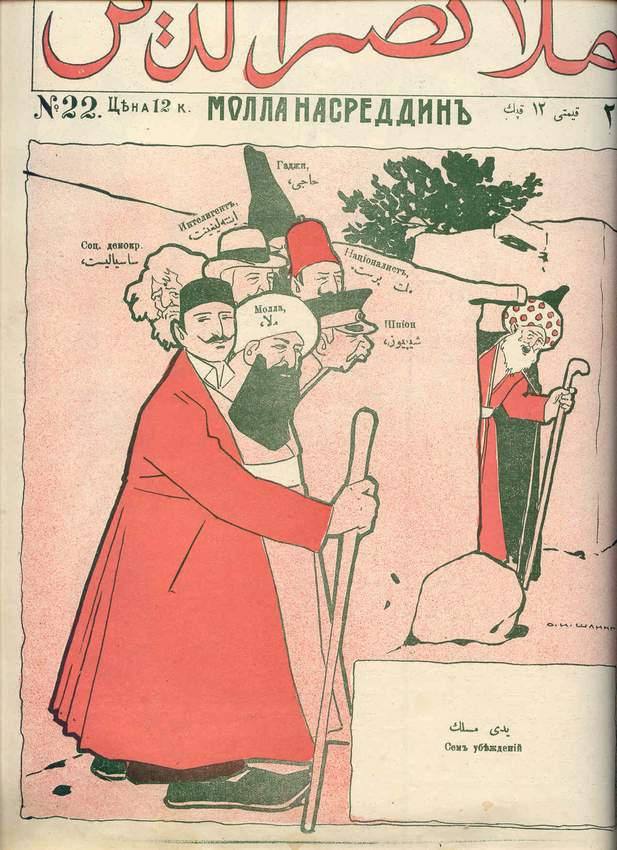
«Семь убеждений». Худ. О. Шмерлинг
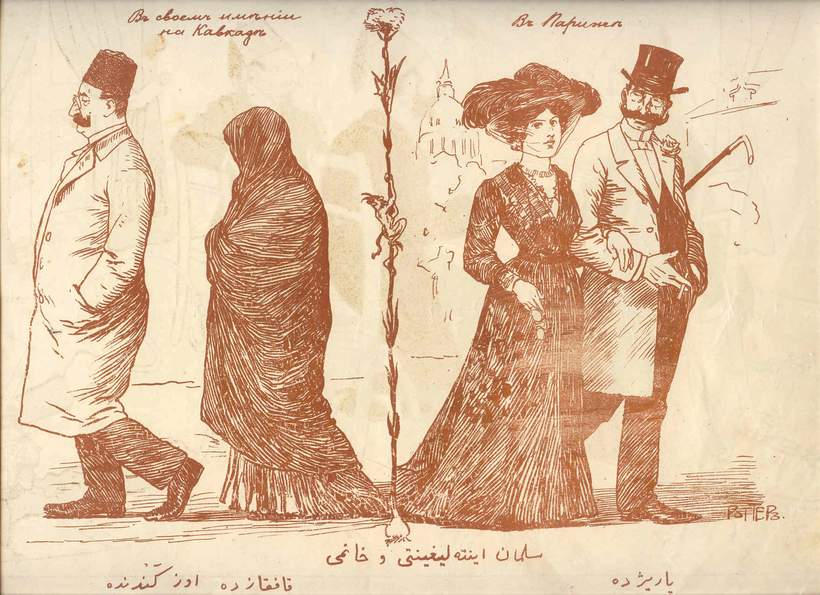
Худ. И. Роттер
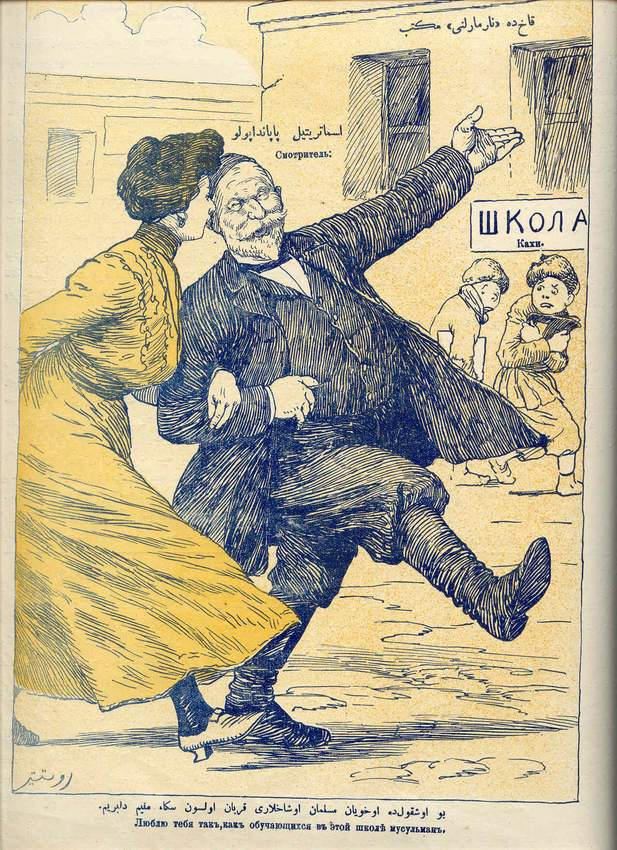
Худ. И. Роттер
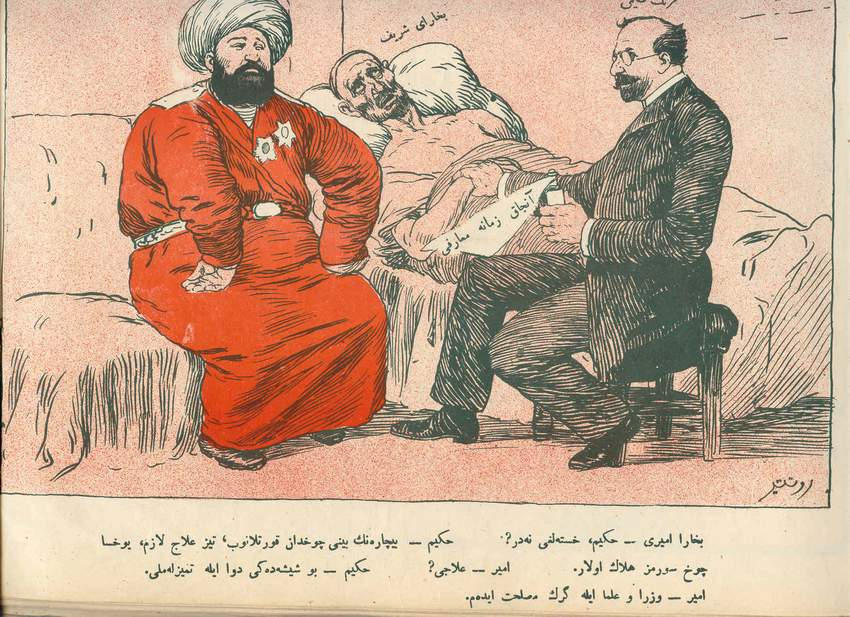
Худ. И. Роттер
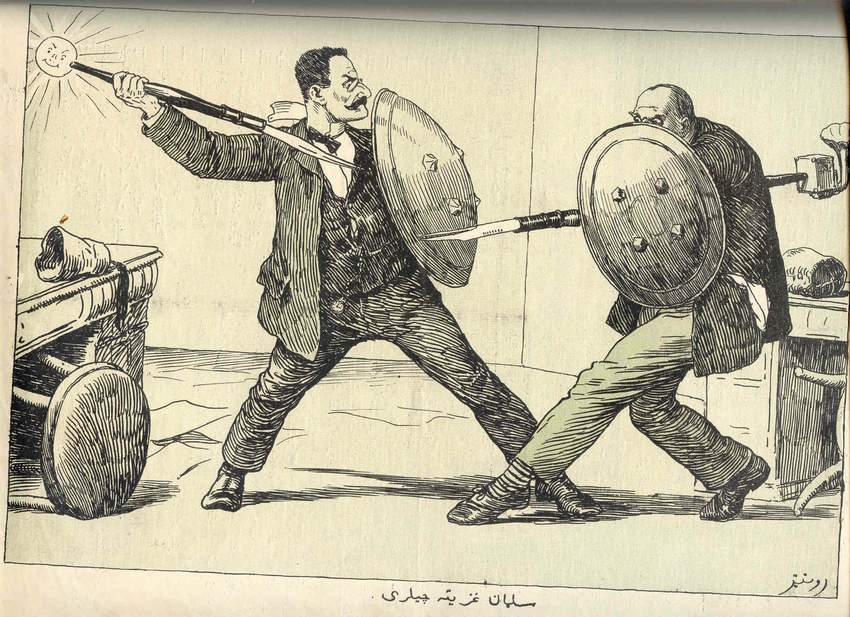
Худ. И. Роттер
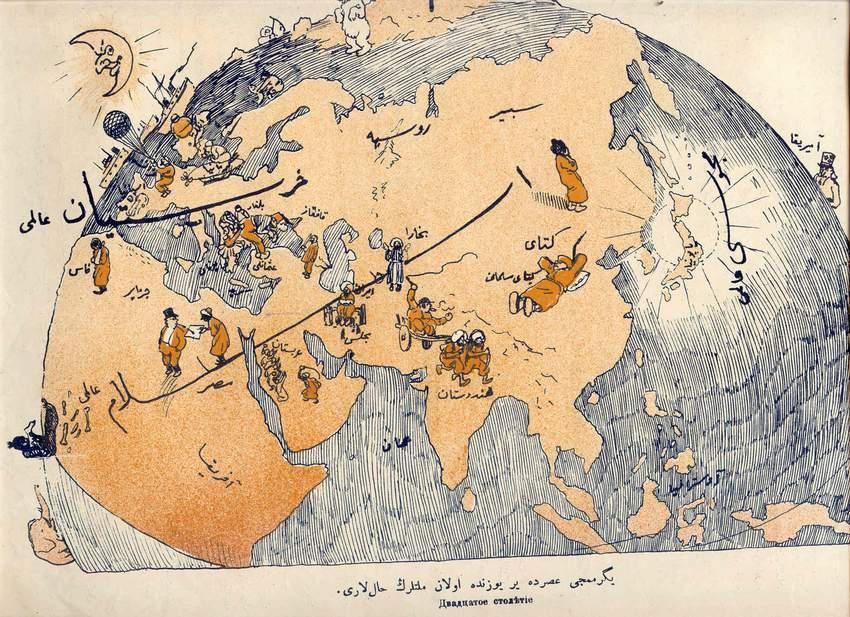
«Двадцатое столетие». Худ. Азим Азимзаде
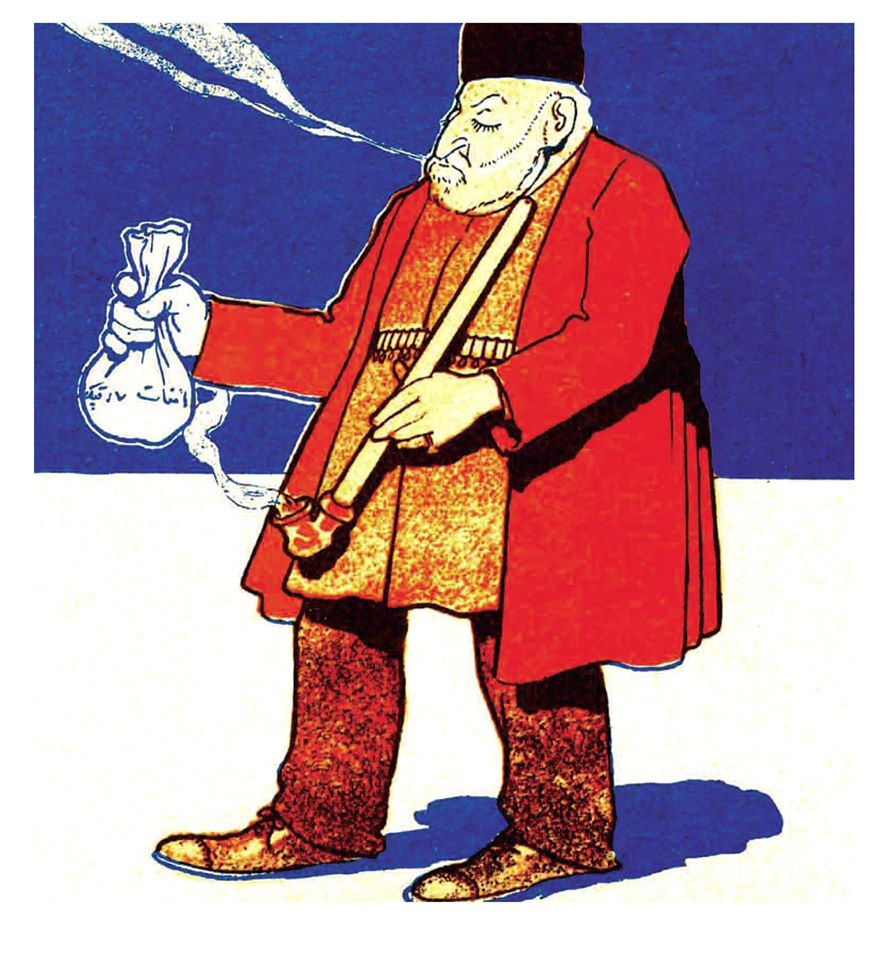
Первая карикатура А. Азимзаде в журнале (1906)
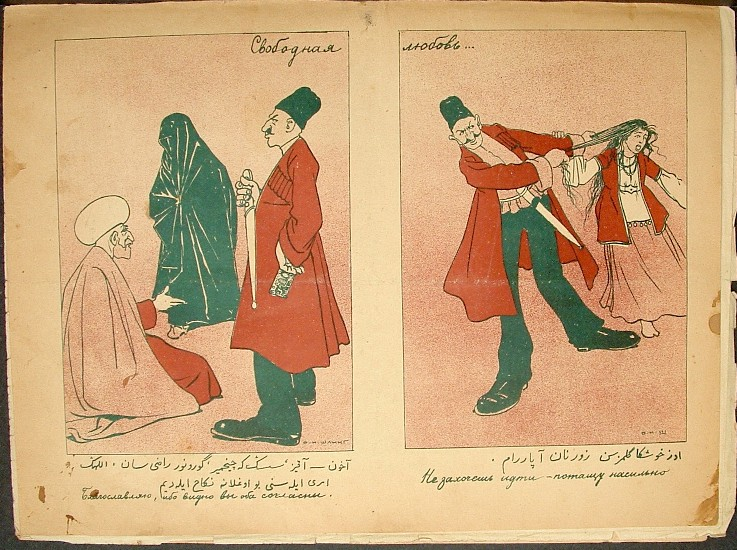
«Свободная любовь». Худ. О. Шмерлинг
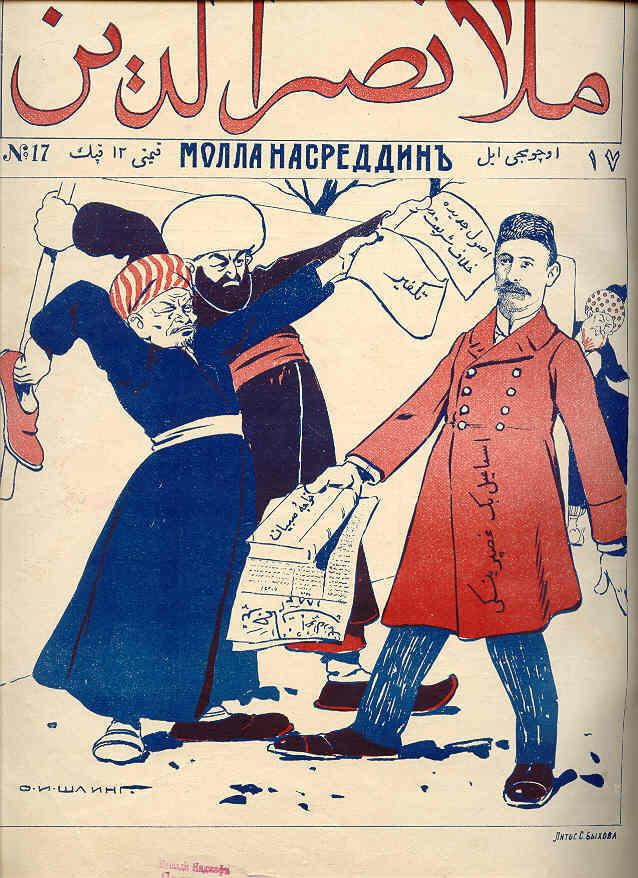
«Духовенство против Исмаил-бека Гаспринского». Худ. О. Шмерлинг